# Shirin Neshat
Shirin Neshat (em persa: شیرین نشاط; Gasvim, 1957) é uma artista visual iraniana que vive em Nova York, conhecida principalmente por seu trabalho em cinema, vídeo e fotografia. Sua obra de arte centra-se nos contrastes entre o Islã e o Ocidente, a feminilidade e a masculinidade, a vida pública e a vida privada, a antiguidade e a modernidade, e faz a ponte entre esses assuntos.
Neshat tem sido reconhecida inúmeras vezes por seu trabalho, desde a conquista do Prêmio Internacional da XLVIII Bienal de Veneza em 1999, até a conquista do Leão de Prata de melhor diretor no 66º Festival de Veneza em 2009.